# トリイソプロピルアミン
トリイソプロピルアミン（Triisopropylamine）は、中心の窒素原子に3つのイソプロピル基が置換した構造をもつ有機化合物である。非常に混み合った第三級アミンであり、非求核塩基、及びポリマーの安定剤として利用されるが、合成が難しくコストに問題があるため、利用は限られている。

## 構造
トリイソプロピルアミンは現在知られているアミンの中で最も混み合った構造をしている。
1990年代前半に分子の立体構造を確かめるため、理論研究及び電子回折解析がなされた。気体状態や非極性溶媒中では、基底状態において窒素原子と3つの炭素原子は三角錐形構造をとらずに同一平面上に並ぶことが示唆されている。C-N-C角は119.2°であり120°に近く、111.8°であるトリエチルアミンと比較しても極めて平面構造に近い構造をとることが推測できる。この特異性はイソプロピル基の嵩高さによる立体障害に起因している。
ところが、1998年に結晶固体のX線結晶構造解析により、C3Nの部分は実際にはピラミッド型をしていることが明らかとなった。炭素上の平面から、窒素原子が約0.28Å（トリエチルアミンは0.45Å）離れた位置に存在することが分かったのである。ところが、この原因として結晶場による影響が考えられる。
イソプロピル基の3つの炭素の平面は、C3N部分の3回対称軸に対してわずかに（約5°）傾いている
。

## 合成法
立体障害のため合成は非常に難しく、他の第三級アミンとは異なり、アルコールを用いたアンモニアのアルキル化によって合成することができない。よって、ジイソプロピルアミンを原料に合成する方法が発見されている（下式参照）。